# Gibbaeum pubescens
Gibbaeum pubescens är en isörtsväxtart som först beskrevs av Lettsom och Adrian Hardy Haworth, och fick sitt nu gällande namn av Nicholas Edward Brown. Gibbaeum pubescens ingår i släktet Gibbaeum och familjen isörtsväxter. Inga underarter finns listade i Catalogue of Life.

## Bildgalleri

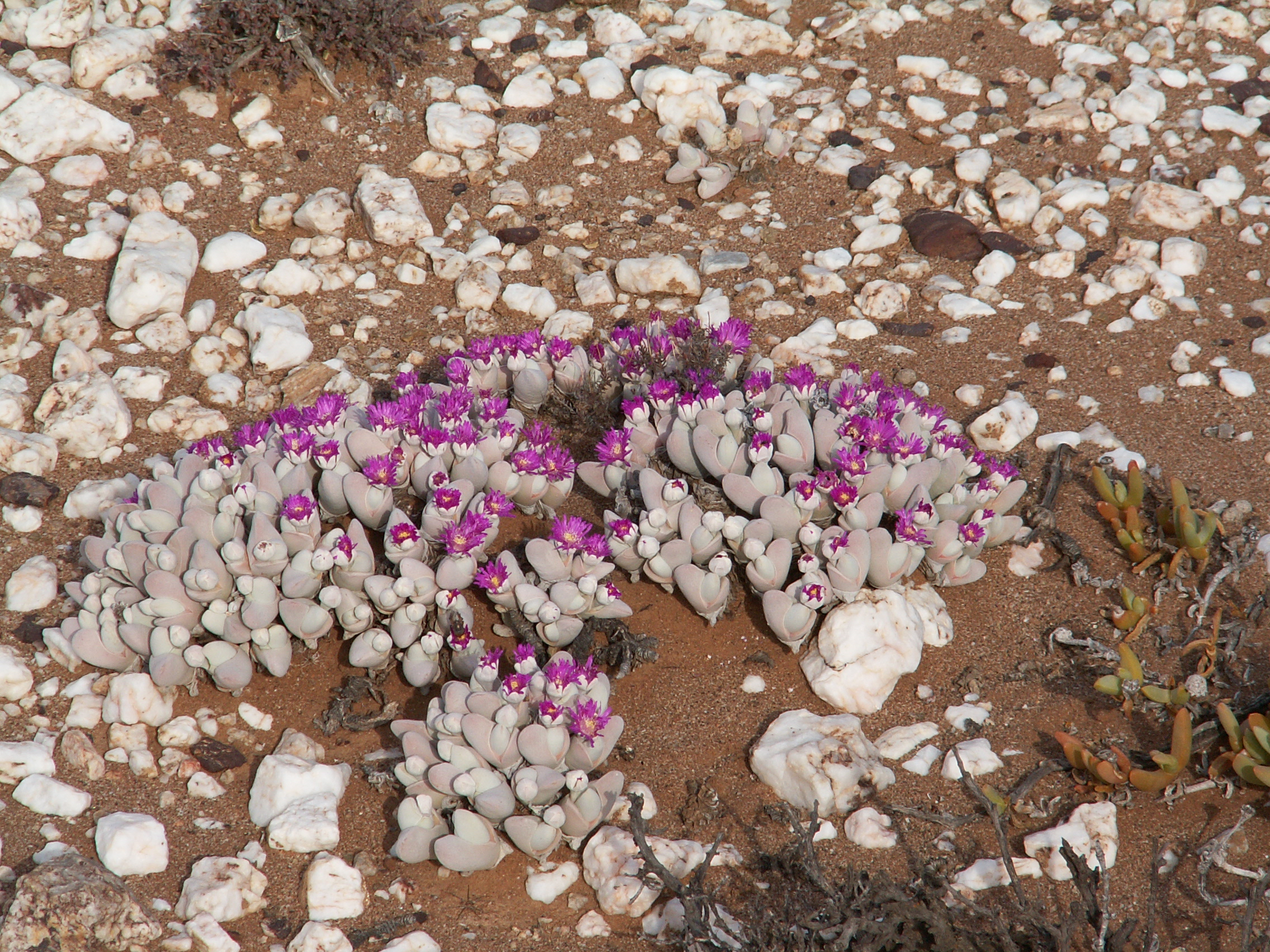
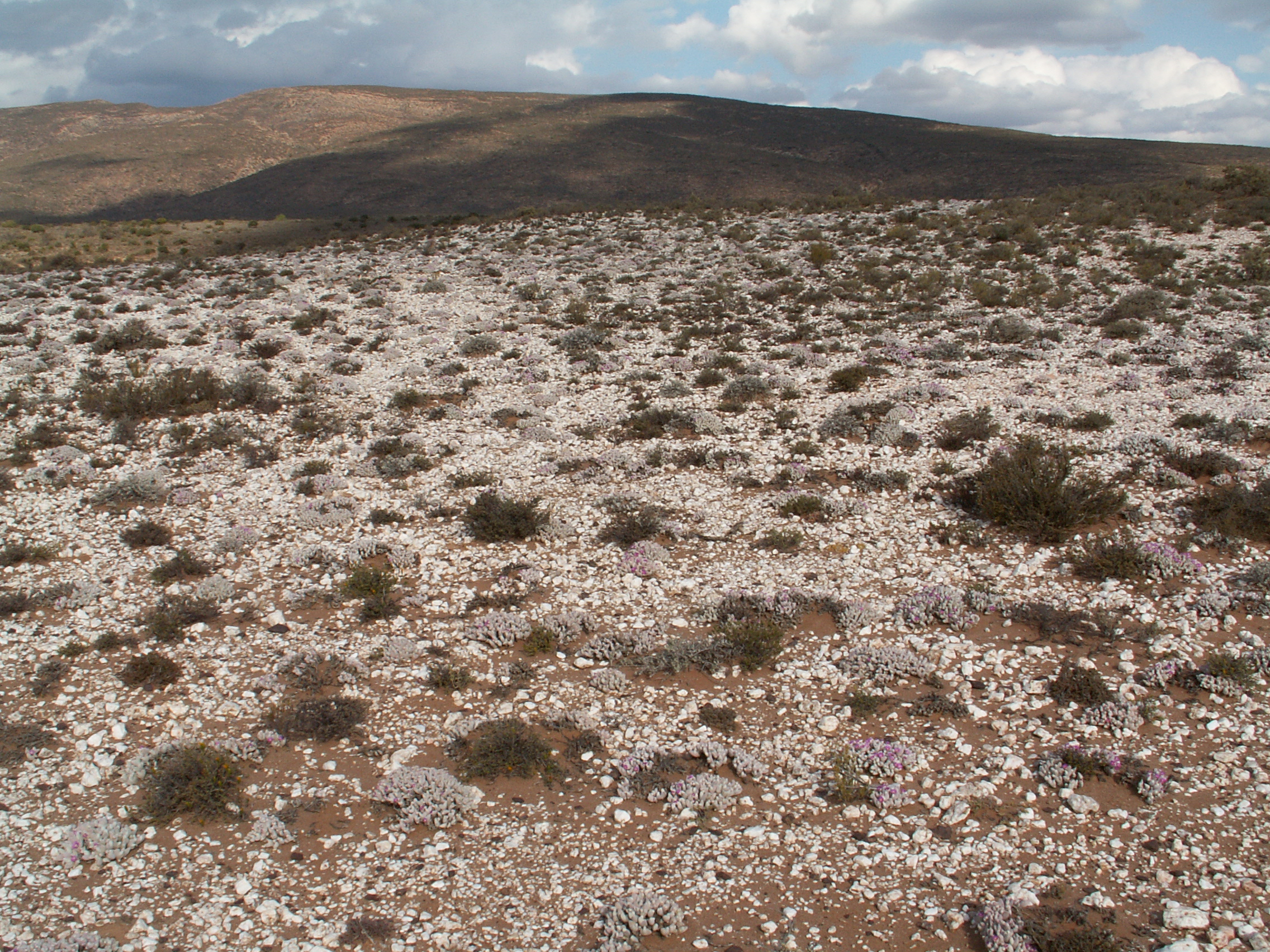
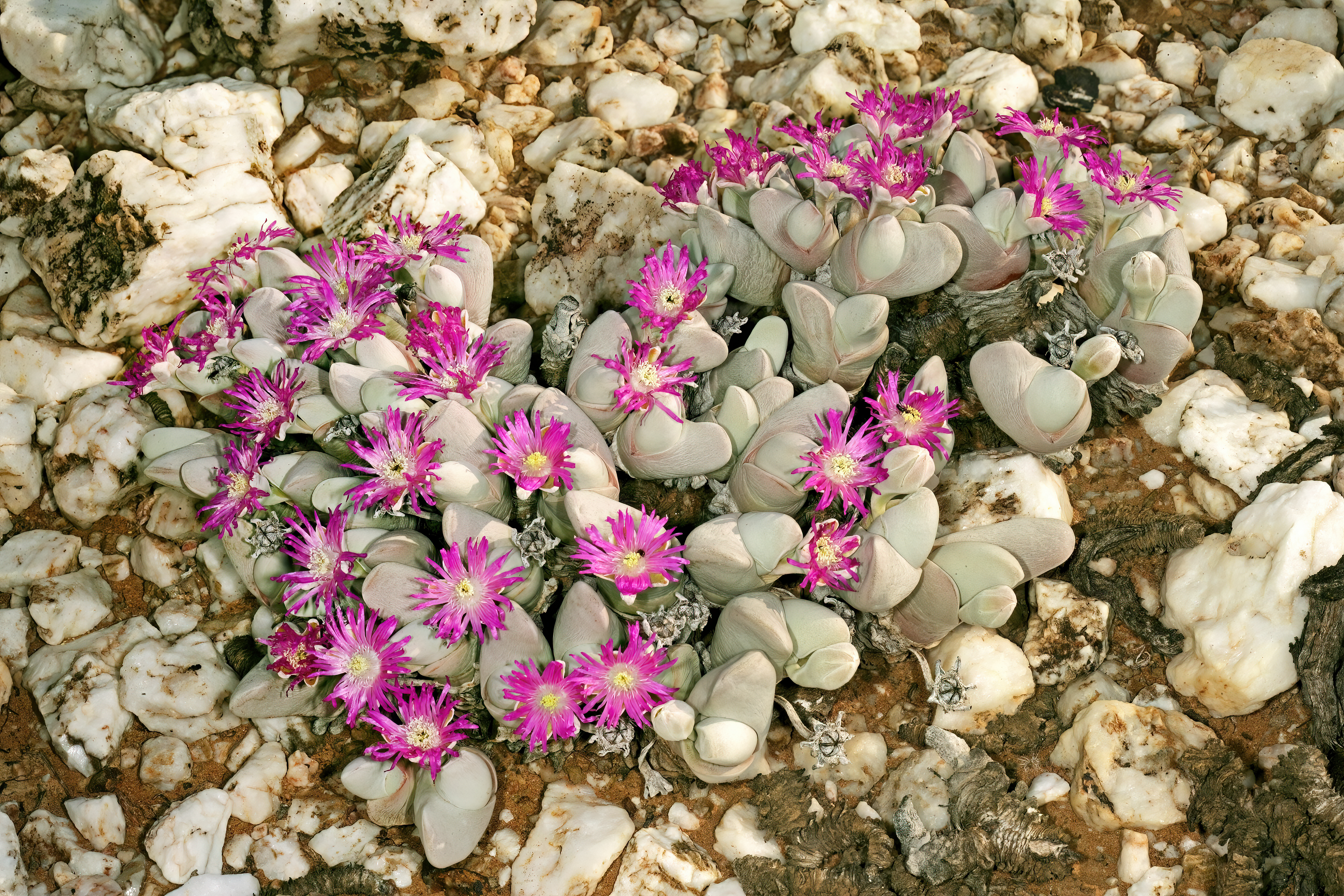
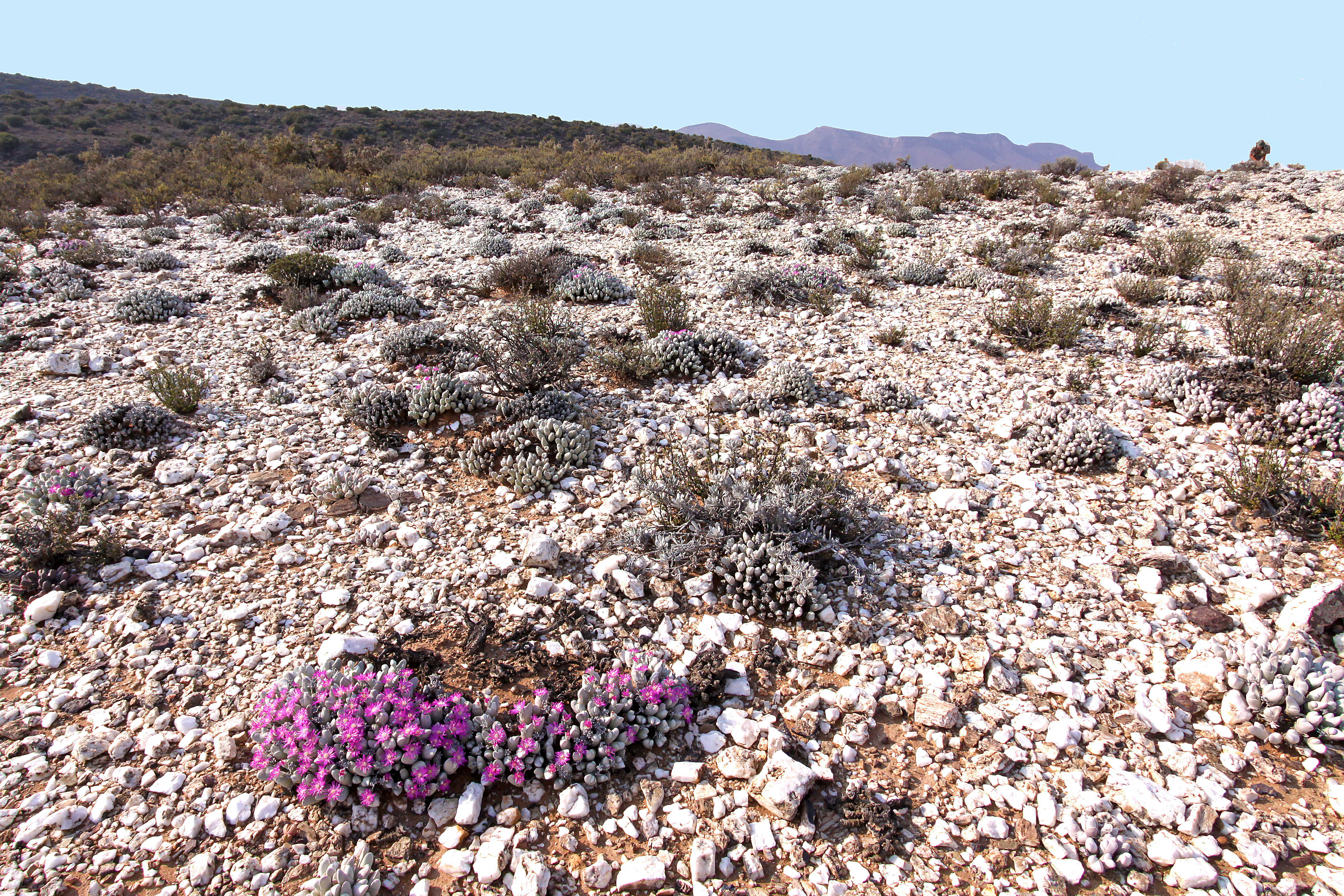
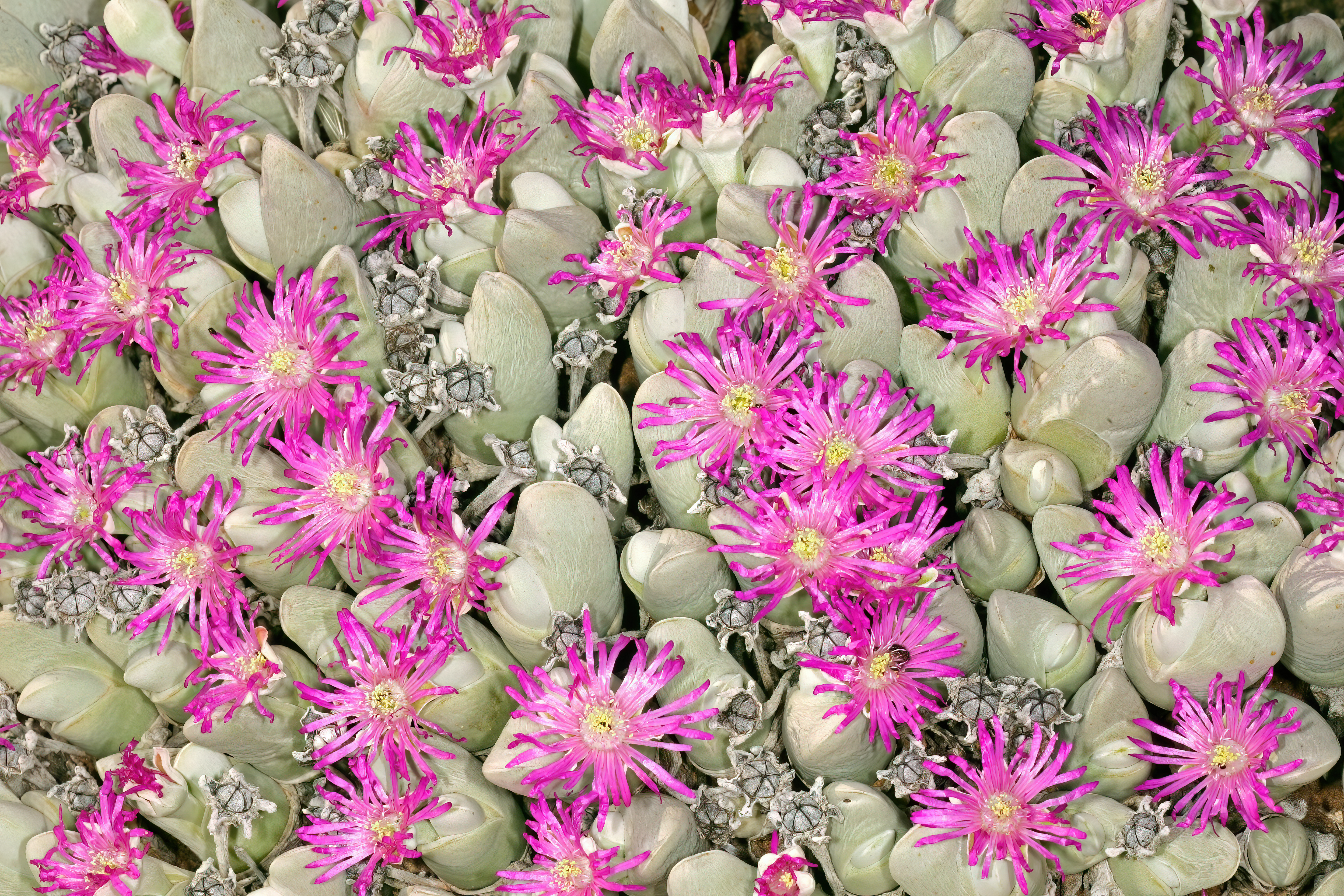
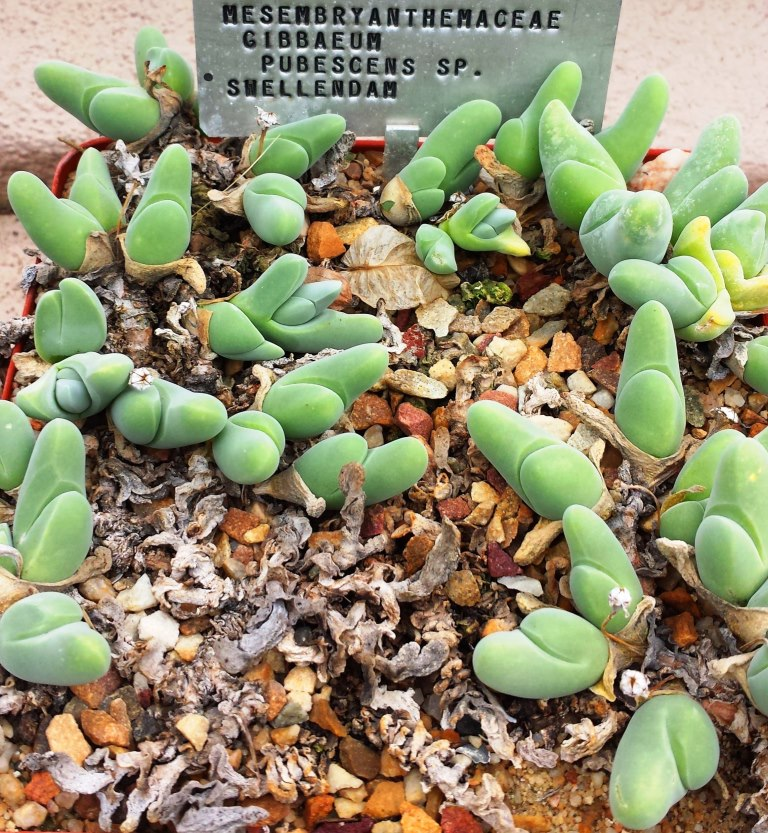